# Сумский 1-й гусарский полк
Запрос Сумской полк перенаправляется сюда. Возможно, вы искали статью о другом сумском полке.

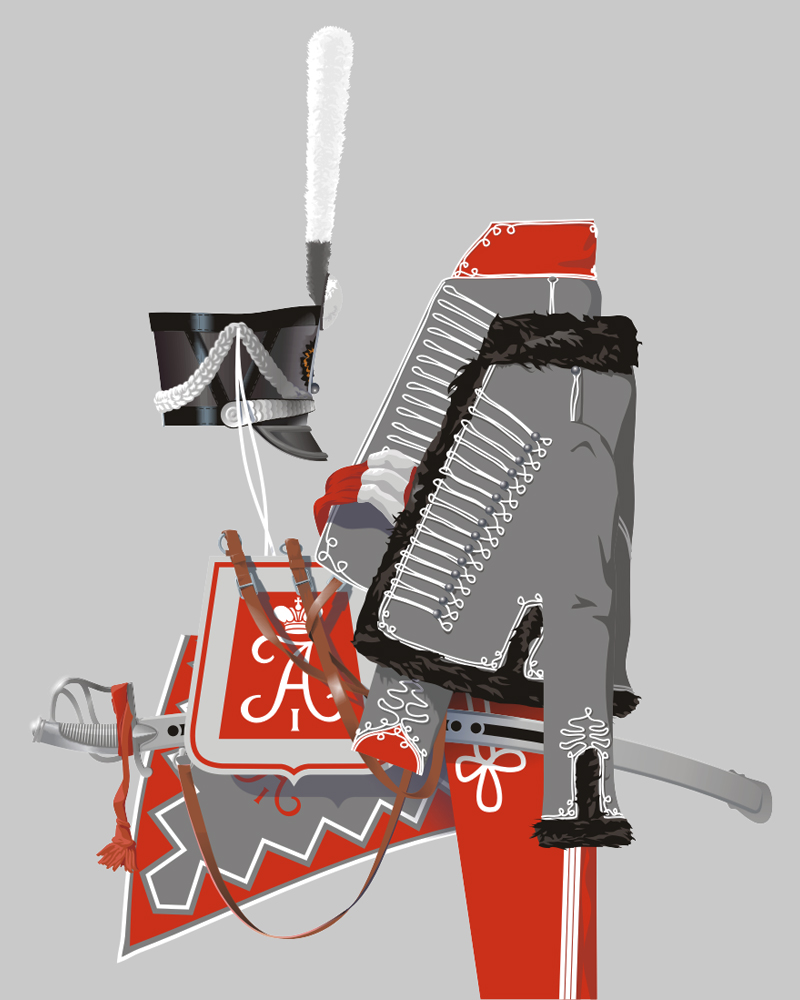
Полная униформа рядового Сумского гусарского полка («жёлтых гусар») образца 1812 года: доломан, ментик, шарф, чакчиры, кивер, вальтрап, ташка и сабля

Сумский 1-й гусарский Генерала Сеславина полк — конное формирование (гусарский полк) Русской императорской армии. С 1833 по 1918 год входил в состав 1-й кавалерийской дивизии.

## Места дислокации
- 1820 — г. Велиж Витебской губернии[1]. В составе 1-й гусарской дивизии (командир — генерал-майор Безобразов 1-й, штаб — Велиж).
- 1856—1860 — Россиены[2].
- 1876—1909 — г. Москва (Хамовнические казармы).

## История полка
Полк был сформирован 3 марта 1765 года в Сумах из Сумского слободского казачьего полка. По другим данным, в 1764 году два пандурских полка, вместе с Новомиргородским гарнизоном и сербскими гусарами, переформировываются в три поселённых конных полка: Чёрный и Жёлтый гусарские (то есть в Сумский гусарский полк) и Елисаветградский пикинёрный, о чём свидетельствует дата на полковом нагрудном знаке — 1651 год (сформирование Пандурских полков).
С 26 февраля 1784 года по 29 ноября 1796 года полк именовался Сумским легкоконным и принимал участие в русской-турецкой войне 1768—1774 годов в составе отряда генерал-майора М. Ф. Каменского, в польской кампании 1772 года против сил Барской конфедерации, русско-турецкой войне 1787—1791 годов, в русско-польской войне 1792 года и в польской кампании 1794 года. В ноябре 1796 года переименован в Сумский гусарский полк.
Позднее полк участвовал в Швейцарском походе Суворова в отряде генерал-майора Н. А. Тучкова; в сражениях 4-й коалиции против Наполеона — при Голымине, при Морунгене, в битвах при Прейсиш-Эйлау, Гейльсберге и Фридланде. В Отечественную войну 1812 года полк сначала находился в 6-м пехотном корпусе Дохтурова 1-й Западной армии; в Бородинском сражении — в составе 3-го корпуса барона Корфа. В 1813 году участвовал в бою при Либертвольквице (часть сражения при Лейпциге), за которую получил надпись на шапках „За отличие“. В 1831 году принял только незначительное участие в Гроховском сражении.
С 1833 года полк входил в 1-ю легкую кавалерийскую дивизию (позднее ставшую 1-й кавалерийской).
С 19 апреля 1853 года назывался — Гусарский генерал-лейтенанта графа фон-дер-Палена полк. В 1864 году полк наименован 1-м гусарским Сумским Генерал-адъютанта графа фон-дер-Палена. С 22 мая 1865 года — 1-й гусарский Сумский Его Королевского Высочества наследного принца Датского полк.
С 1875 года полк входил во 2-ю бригаду 1-й кавалерийской дивизии в составе Гренадерского корпуса и квартировал в Хамовнических казармах в Москве. Мотив полкового марша «Дни нашей жизни», сочинённого военным дирижёром Львом Чернецким, послужил основой для известной песни «По улицам ходила большая Крокодила…».
В 1882 году полк стал драгунским и получил наименование 3-го драгунского Его королевского Высочества наследного принца Датского; с 1906 года — 3-й драгунский Сумской Его Величества короля Датского Фредерика VIII. В 1911 году полк имел наименование — 1-й гусарский Сумской Его Величества короля Датского Фредерика VIII. С 11 мая 1912 года — 1-й гусарский Сумской, а с августа того же года — 1-й гусарский Сумской генерала Сеславина.
До 1812 года доломан Сумского гусарского полка имел песочно-жёлтый цвет с синими обшлагами и воротником. После 1812 года доломан был серого цвета с красными обшлагами и воротником. В 1907 году доломан был светло-синим.
Полк отличился в ряде операций Первой мировой войны.
Полк был расформирован в феврале 1918 года.

## Форма 1914 года
Общегусарская. Доломан, тулья, клапан (пальто, шинели) - светло-синий, шлык, околыш, погоны, варварки, выпушка - алый, металлический прибор - золотой.

### Флюгер
Цвета: Верх - алый, полоса - жёлтый, низ - светло-синий.

### Масть коней
Эскадроны: 1-й - вороные, 2-й - вороные с звездой во лбу, 3 и 4-й - караковые, 5-й - вороные с чулками на ногах, 6-й вороные со звездой и чулками. Трубачи на серой.

## Участие в Гражданской войне в России
Возрождён в Добровольческой армии. В Одессе в декабре 1918 года сформирован эскадрон Сумских гусар в составе Сводно-кавалерийского (с 1 мая 1919 г. — 3-го Конного) полка, входящего в Отдельную Одесскую стрелковую бригаду Добровольческой армии Одесского района. В марте 1919 года в Севастополе был возрождён ещё один эскадрон полка. Сумцы участвовали в обороне Одессы весной 1919 г., Бредовском походе, защите Крыма осенью 1920 года. Основной эскадрон полка погиб 30 октября 1920 года у деревни Мамут под Джанкоем. Офицеры полка воевали также в армиях Колчака и Юденича. В боях Гражданской войны погибли 19 офицеров-сумцев (для примера в Великой войне — восемь).

## Боевые отличия
1. Полковой Штандарт Георгиевский,с надписями «В воздаяние отличных подвигов, оказанных в благополучно оконченную компанию 1814 года» и «1651 — 1851» с Александровскою памятной лентой, пожалованы  23 мая 1826 и 27 июня 1851;
2. 22 Георгиевских трубы, с надписью «Сумскому полку за отличие при поражении и изгнании неприятеля из пределов России в 1812 году», пожалованы 13 апреля 1813 года;
3. знаки на головные уборы, с надписью «За отличие», пожалованы 30 мая 1813 года за подвиги в войне с Французами 1812—14 годов, особенно в сражении под Лейпцигом;
4. За Польскую компанию 1830 — 1831 г. г. всему полку специальный крест;
5. Петлицы за военное отличие на мундирах штаб- и обер-офицеров, присвоены при изменении обмундирования в 1882 году, взамен Гусарских снуров Гвардейского образца, пожалованы 11 апреля 1879 г, за отличие в Турецкую войну 1877—78 годов 24 апреля 1879 года

## Шефы
- 29.11.1796 — 29.03.1799 — генерал-лейтенант (с 20.03.1798 генерал от кавалерии) Шевич, Георгий Иванович
- 29.03.1799 — 24.10.1799 — генерал-майор Лыкошин, Осип Иванович
- 24.10.1799 — 12.04.1800 — генерал-майор Головин, Александр Илларионович
- 12.04.1800 — 21.10.1800 — генерал-лейтенант Кологривов, Андрей Семёнович
- 21.10.1800 — 01.12.1800 — полковник (с 05.11.1800 генерал-майор) Глебов, Пётр Фёдорович (Глебов-Стрешнев)
- 01.12.1800 — 20.03.1801 — генерал-лейтенант граф Зубов, Николай Александрович
- 20.03.1801 — 01.09.1814 — генерал-майор (с 10.08.1812 генерал-лейтенант) граф фон дер Пален, Пётр Петрович
- 19.04.1853 — 19.04.1864[6] — генерал-адъютант генерал от кавалерии граф фон дер Пален, Пётр Петрович
- 22.05.1865 — 11.05.1912 — Король Дании Фредерик VIII

## Командиры

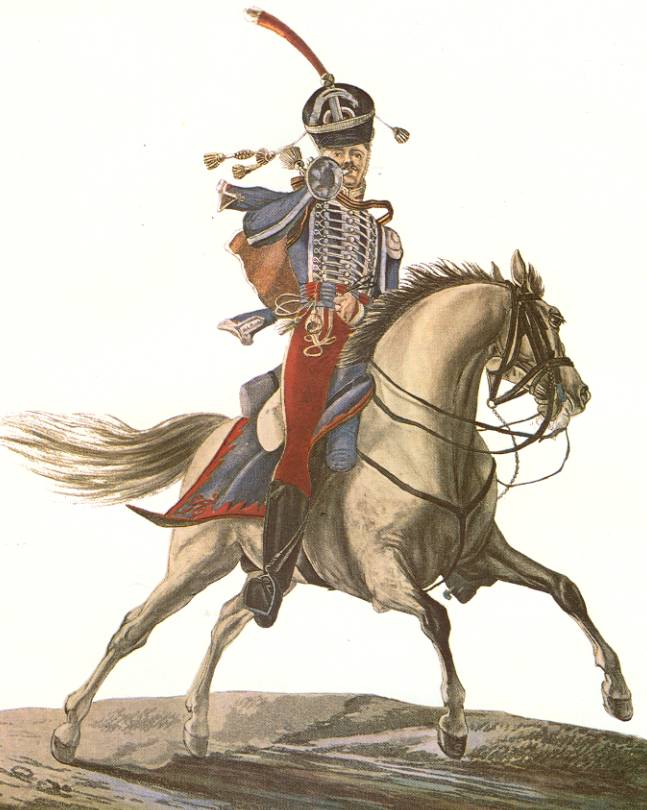
Сумской гусар, 1812

- хх.хх.1765 — хх.хх.хххх — полковник Ланов, Пётр Яковлевич
- 17.09.1768 — 29.12.1773 — подполковник (с 08.07.1770 полковник) Тутолмин, Тимофей Иванович
- 28.06.1777 — хх.хх.1783 — полковник (с 28.06.1782 бригадир) Дунин-Барковский, Иван Петрович
- 02.04.1783 — хх.хх.1794 — подполковник (с 21.04.1787 полковник,с 25.03.1791 бригадир) Ланской, Василий Сергеевич
- хх.хх.1794 — 16.07.1797 — полковник князь Салагов, Семён Иванович
  - в 1797 — полковник Измайлов, Лев Дмитриевич (временно?)
- 16.07.1797 — 16.01.1798 — полковник Обресков, Николай Васильевич
- 16.01.1798 — 06.09.1798 — генерал-майор Годлевский, Станислав Францевич
- 06.09.1798 — 10.02.1799 — полковник (с 30.09.1798 генерал-майор) Обресков, Николай Васильевич
- 10.02.1799 — 29.03.1799 — генерал-майор Лыкошин, Осип Иванович
- 31.08.1799 — 28.12.1799 — полковник Хитрово, Николай Фёдорович
- 29.02.1800 — 28.08.1800 — полковник Чаплыгин, Никанор Александрович
- 28.08.1800 — 12.11.1800 — полковник князь Ялымов
- 12.11.1800 — 01.12.1800 — полковник Вындомский, Дмитрий Фёдорович
- 01.12.1800 — 27.12.1801 — генерал-майор Глебов, Пётр Фёдорович
- 09.02.1802 — 20.05.1802 — полковник Чаликов, Антон Степанович
- 20.05.1802 — 04.08.1803 — полковник Дорохов, Иван Семенович
- 30.01.1804 — 13.01.1808 — полковник Ушаков, Алексей Александрович
- 17.02.1808 — 08.03.1810 — полковник барон Крейц, Киприан Антонович
- 16.04.1810 — 31.10.1812 — полковник Канчиялов, Николай Александрович
- 31.10.1812 — 29.08.1814 — полковник (с 19.11.1812 флигель-адъютант, с 15.09.1813 генерал-майор) Сеславин, Александр Никитич
- 29.08.1814 — 01.06.1815 — полковник Канчиялов, Николай Александрович
- 01.06.1815 — 15.09.1819 — полковник Покровский, Евстафий Харитонович
- 23.10.1819 — 10.05.1828 — полковник Карпов, Иван Михайлович
- 25.06.1828 — 20.05.1833 — полковник Арцышевский, Антон Казимирович
- 20.05.1833 — 10.09.1835 — полковник Кусовников, Алексей Михайлович
- 17.10.1835 — 09.05.1844 — полковник (с 08.09.1843 генерал-майор) Ознобишин, Юрий Матвеевич
- 09.05.1844 — 14.01.1851 — полковник (с 06.12.1847 генерал-майор) Адеркас, Георгий Васильевич
- 14.01.1851 — 12.11.1854 — полковник (с 26.11.1852 генерал-майор) Штейн, Михаил Михайлович
- 12.11.1854 — 11.06.1861 — полковник Готшолк, Генрих Эрнстович
- 11.06.1861 — 03.11.1861 — полковник Носович, Николай Венедиктович
- 03.11.1861 — 02.04.1865 — полковник Копецкий, Василий Александрович
- 02.04.1865 — 26.02.1867 — полковник Шухт, Александр Иванович
- 26.02.1867 — 30.08.1874 — полковник князь Кропоткин, Пётр Николаевич
- 30.08.1874 — 23.06.1875 — полковник Заржецкий, Николай Владиславлевич
  - 05.09.1874 — 19.10.1874 — временный командующий подполковник Пезе-де-Корваль, Амедей Карлович
- 23.06.1875 — 17.06.1880 — полковник маркиз де Траверсе, Леонид Александрович
- 17.06.1880 — 30.08.1881 — полковник Червонный, Сергей Прокофьевич
- 30.08.1881 — 24.06.1890 — полковник Клюки фон Клугенау, Константин Францевич
- 28.06.1890 — 15.04.1891 — полковник Баранов, Пётр Петрович
- 21.04.1891 — 14.03.1895 — полковник Пржевлоцкий, Константин Ефимович
- 14.03.1895 — 24.06.1898 — полковник барон фон-дер-Ропп, Николай Васильевич
- 22.07.1898 — 22.02.1901 — полковник барон фон Дерфельден, Христофор Платонович
- 13.03.1901 — 24.01.1904 — полковник Шарпантье, Клаас-Густав-Роберт Робертович
- 02.02.1904 — 24.09.1905 — флигель-адъютант полковник Петрово-Соловово, Борис Михайлович
- 06.10.1905 — 21.05.1912 — полковник Нилов, Иван Дмитриевич
- 11.06.1912 — 17.10.1915 — полковник (с 22.05.1914 флигель-адъютант) Гротен, Павел Павлович
- 23.10.1915 — 10.09.1916 — полковник Леонтьев, Владимир Александрович
- 30.09.1916 — 26.03.1917 — полковник Жуков, Владимир Николаевич
- 01.06.1917 — хх.02.1918 — полковник Неелов, Николай Николаевич

## Музей полка
В 1906 году был учреждён Музей 1-го гусарского Сумского Его Величества Короля Датского Фредерика VIII полка. Экспозиция музея размещалась в комнатах офицерского собрания, за исключением штандартов, серебряных труб и Высочайших грамот, которые хранились на квартире командира полка в Шефском доме. Собрание музея состояло из 10 отделов: I — заповедный; II — обмундирование, вооружение, снаряжение; III —медали, жетоны, рубли, кружки; IV — живописные изображения событий, эпизодов боевой и мирной жизни, различные виды, планы сражений
по эпохам; V — разные портреты; VI — архив музея; VII — архив офицерского собрания; VIII — библиотека музея; IX — спортивный; X — сборный. В 1912 году музеем заведовал подполковник А. Ф. Рахманинов (1867—?).